# スイバ属
スイバ属（学名Rumex）は、タデ科に属する分類群のひとつ。ギシギシ属とも呼ばれる。ギシギシ、スイバなどを含む多年草または二年草からなる。

## 特徴
属名 Rumexは、槍の一種を示すラテン語である。これはスイバのように葉の形が槍の穂先に似ていることから命名されたもの。
湿地または水分の多い土地に生えるものが多い。革質ないし多肉の葉をロゼット状に出し、茎を伸ばして先に円錐花序をつける。茎につく葉は基部の葉より小さく形が異なることが多い。花は風媒花で、両性または単性、さらにスイバなど雌雄異株のものもある。スイバは性染色体により性が決まることが知られている。花は緑色または赤褐色。花被片は6個あり、内側の3個は花後大きくなり、果実を包む。雄蕊は6本、雌蕊の花柱は3本に分かれ先は房状になる。果実は種子を1個含む三稜形の痩果。

## 分布
約200種が主に北半球に自生し、その他の地域にも広く帰化している。日本には十数種が自生あるいは帰化している。

## 人間生活との関わり
低地に繁殖する種は主に畑地雑草として駆除の対象になることが多い。特にギシギシは大きな根茎を形成し、通常の除草手段では防除が難しい難防除雑草として知られる。生物農薬としてのハムシ類の利用が検討されることもある。
その一方で、スイバ、ヒメスイバ、ギシギシは、食用として利用されることがある。ヨーロッパなどの一部の国ではこれらを野菜として栽培する。シュウ酸を多く含むので酸味がある。また民間薬として用いられたものもある。エゾノギシギシの葉はヨーロッパでバターを包むのに用いられた。

## 分類
| 画像 | 名称(学名)                              | 概説                                                                                     |
| ---- | --------------------------------------- | ---------------------------------------------------------------------------------------- |
|      | ギシギシ (Rumex japonicus Houtt.        | 日本各地の荒地やらどこやらで普通に見られ、難防除雑草として知られる。詳細はギシギシ参照。 |
|      | スイバ Rumex acetosa L.                 | （概説）詳細はスイバ参照。                                                               |
|      | ヒメスイバ Rumex acetocella L.          | （概説）詳細はヒメスイバ参照                                                             |
|      | ミゾダイオウ (Rumex hydrolapathum Huds. | 帰化植物。雑草として扱われる。                                                           |

### 種
- ヒメスイバ R. acetocella
- スイバ R. acetosa
- ヌマダイオウ R. aquaticus
- タカネスイバ R. arifolius
- アレチギシギシ R. conglomeratus
- ギシギシ R. crispus
- コギシギシ R. dentatus
- カラフトノダイオウ R. gmelin
- ミゾダイオウ Rumex hydrolapathum
- ノダイオウ R. longifolius
- マダイオウ R. madaio
- コガネギシギシ R. maritimus
- キブネダイオウ R. nepalensis
- エゾノギシギシ R. obtusifolius